# St. Michael, Barbados
St. Michael är ett distrikt på Barbados, en s.k. parish (engelska). Barbados är indelat i totalt elva distrikt av denna typ, administrativa områden som i grund och botten är ett arv från anglikanska kyrkans sockensystem. St. Michael ligger vid Barbados sydvästra kust och innefattar huvudstaden Bridgetown och dess omgivning. Det finns planer på att låta Bridgetown bli ett eget administrativt område.[källa behövs]
St. Michael är ungefär 39 kvadratkilometer stort och hade 2008 cirka 95 000 invånare. Distriktet har elva platser i parlamentet.